# Relations entre l'Arménie et la Pologne
Les relations entre l'Arménie et la Pologne sont historiquement amicales, ce en raison de leurs échanges culturels et commerciaux séculaires. Les deux pays sont membres à part entière de l’OSCE, du Conseil de l’Europe, de l’Organisation mondiale du commerce et des Nations Unies.

## Relations historiques

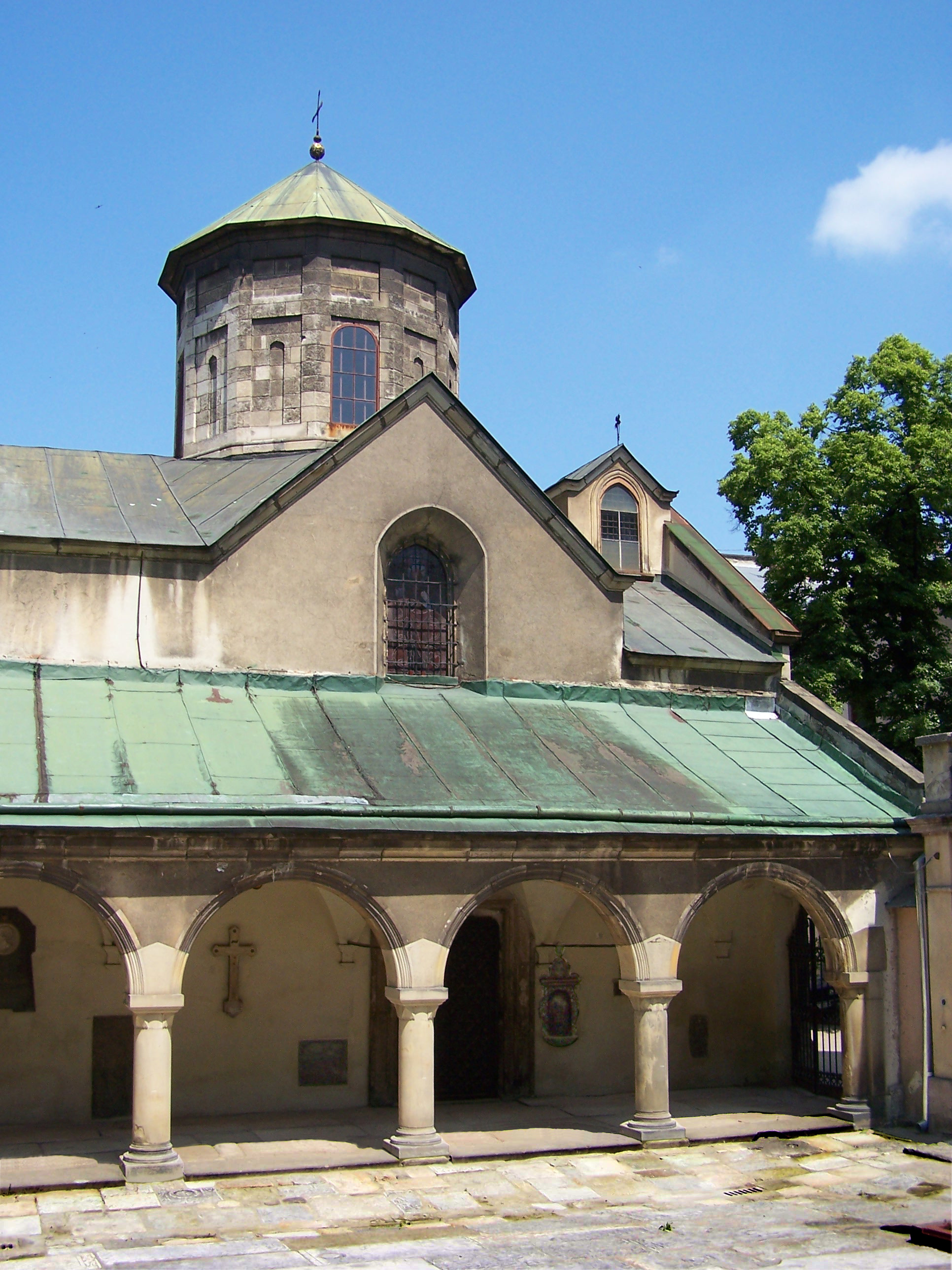
La cathédrale arménienne de Lviv, dans l'ancienne Pologne orientale (aujourd'hui en Ukraine), a été pendant des siècles l'église arménienne la plus importante de Pologne.

Les contacts historiques entre Arméniens et Polonais remontent au Moyen Âge. Depuis le XIVe siècle, des Arméniens se sont installés dans le Royaume de Pologne, formant la communauté arméno-polonaise, historiquement importante. Plusieurs communautés arméno-polonaises dynamiques existaient en particulier dans le sud-est de l'ancienne Pologne, les plus grandes se trouvant à Lwów, Kamieniec Podolski et brièvement à Caffa, d'autres vivant à Stanisławów, Jazłowiec, Buczacz, Zamość et Kuty. De nombreux vestiges de cette communauté sont encore visibles en Pologne et dans les anciens territoires de l'Est de la Pologne. Les sites les plus connus sont la cathédrale arménienne de Lwów (aujourd'hui Lviv) et les maisons arméniennes de la Renaissance à Zamość. Les marchands polonais ont visité l'Arménie dès le XVIe siècle. Au XVIIe siècle, le roi polonais Jean III Sobieski avait prévu de libérer l'Arménie de la domination ottomane, mais sa mort a contrecarré ces plans. Un groupe d'Arméniens de Pologne a pris part à la rébellion de Syunik (en) contre la domination ottomane en Arménie dans les années 1720.
Après les partages de la Pologne en 1772-1795, et l'annexion de l'Arménie orientale par la Russie en 1828, de nombreux Polonais furent soit déportés comme prisonniers politiques de la partition russe de la Pologne vers les terres arméniennes contrôlées par la Russie, soit envoyés là-bas après avoir été enrôlés dans l'armée russe. Environ 5 000 Polonais vivaient en Arménie à la fin du XIXe siècle et au début du XXe siècle. Des communautés polonaises notables existaient dans les villes d'Erevan, Gyumri, Kars et Ardahan.

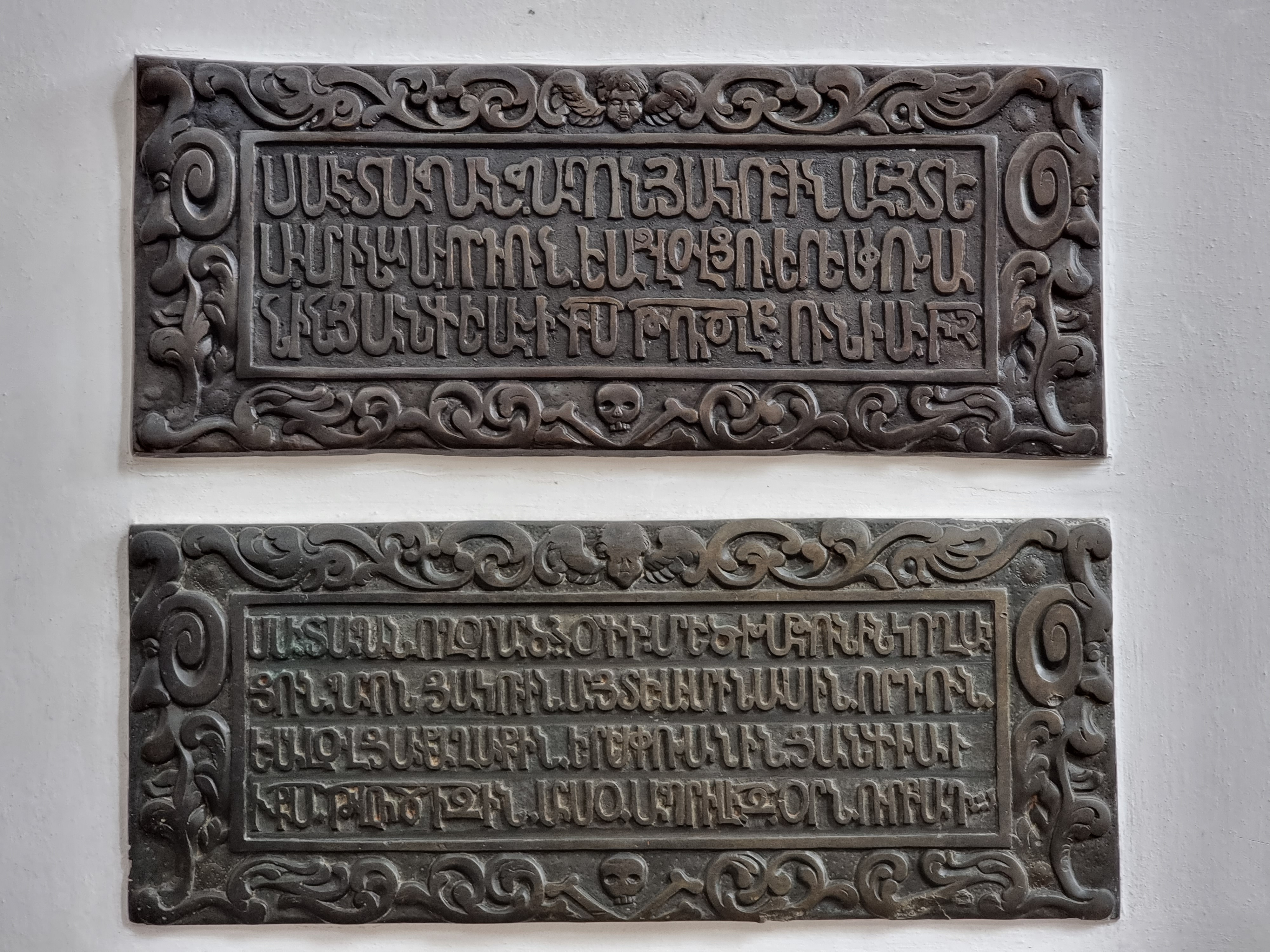
Épitaphes arméniennes du XVIIe siècle dans l'église Saint-Hyacinthe de Varsovie.

Józef Pomiankowski, un maréchal polonais de l'armée autrichienne (et plus tard un général polonais après le rétablissement de la Pologne indépendante), fut l'une des premières personnalités à découvrir l'intention des Jeunes Turcs d'exterminer les Arméniens, et le génocide arménien fut fermement condamné par Józef lui-même. C'est à la suite de ce massacre tragique que l'avocat polonais Raphael Lemkin a inventé le mot « génocide » en 1943.
Avant le génocide, les Arméniens étaient bien perçus par la population polonaise ; d'ailleurs, plusieurs personnalités polonaises célèbres avaient des racines arméniennes, dont notamment les poètes Juliusz Słowacki et Zbigniew Herbert.
L’Arménie et la Pologne ont toutes deux recouvré leur indépendance en 1918. Les Polonais ont été rapatriés d'Arménie en Pologne après 1918. L'officier de marine polonais Stanisław Korwin-Pawłowski a lancé la création de la marine arménienne et a fondé un centre de formation pour la marine arménienne. La Pologne a fermement soutenu le rétablissement de l’Arménie indépendante. En 1919, Kazimierz Dłuski, l'un des délégués polonais à la Conférence de paix de Paris, s'entretient avec la délégation arménienne et soutient la proposition de Woodrow Wilson d'inclure l'Arménie dans un futur mandat des États-Unis. Ignacy Jan Paderewski a plaidé sans équivoque en faveur de l'indépendance de l'Arménie et de son adhésion à la Société des Nations lors de sa réunion à Genève. Les deux pays furent cependant envahis peu après par la Russie soviétique. La Pologne repousse avec succès l'invasion russe et peut ainsi solidifier son indépendance, mais l'Arménie est conquise, ce qui rend du coup impossible l'établissement de relations diplomatiques officielles entre les nations.

## Relations contemporaines
La Pologne a reconnu le génocide arménien. Au plus fort de la guerre froide, les deux pays partageaient le même sort : c'étaient des États communistes sous domination soviétique.

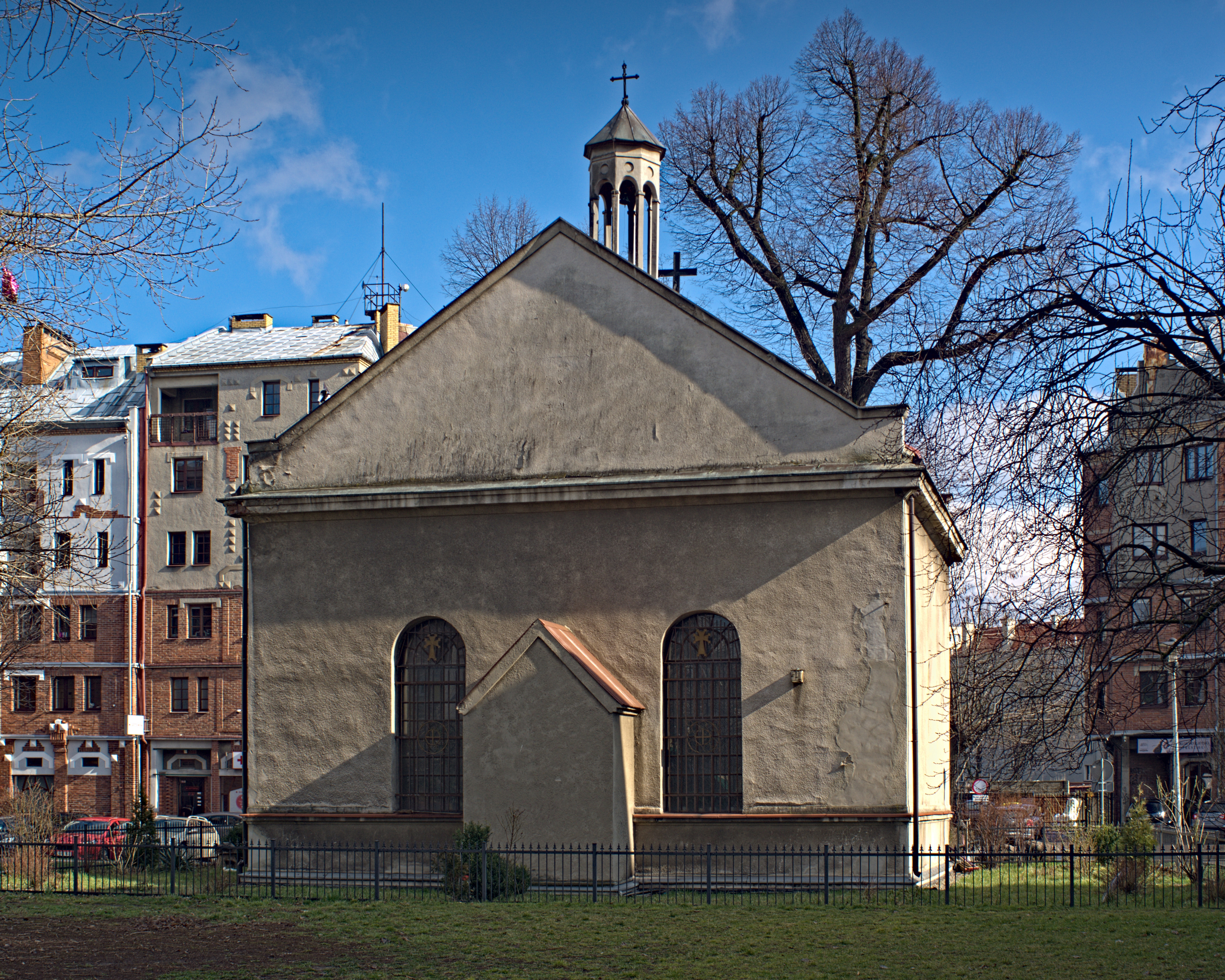
Église catholique arménienne de la Sainte-Trinité à Gliwice, en Pologne.

Après la restauration de l'indépendance arménienne, plusieurs accords entre les deux pays ont été signés, notamment un accord de coopération culturelle en 2000, un accord de coopération en matière de défense en 2004, et un accord de coopération économique en 2010.
Des entreprises polonaises comme Lubawa SA coopèrent également avec le gouvernement arménien. Lubawa-Armenia et le ministère arménien de la Défense ont réussi à créer une entreprise industrielle militaire, capable de fournir des gilets et des casques balistiques, des leurres de véhicules et des tentes aux forces armées arméniennes, et d'ouvrir la porte aux entreprises polonaises pour les aider à accéder aux marchés eurasiens.
Les cerises constituent la principale importation de l'Arménie en provenance de Pologne.
La Pologne et les Polonais sont perçus positivement en Arménie, principalement en raison de relations historiques étroites.
La glorification de Ramil Safarov, qui avait assassiné le militaire arménien Gurgen Margaryan, avait été critiquée en Pologne, et la Pologne avait également émis des réserves à l'égard de la Hongrie, pourtant un allié traditionnel de longue date de la Pologne, pour la libération de cet homme.
En 2017, le Sénat polonais a adopté une résolution commémorant le 650e anniversaire de la fondation de la communauté polono-arménienne et a exprimé sa gratitude pour sa contribution à la culture et à l'histoire polonaises. Entre 2018 et 2023, des khachkars commémorant l'amitié arméno-polonaise ont été dévoilés à Zamość, Szczecinek et Zabrze en Pologne,,. En 2021, un khachkar commémorant l'amitié arméno-polonaise et le pape Jean-Paul II a été dévoilé à Erevan.

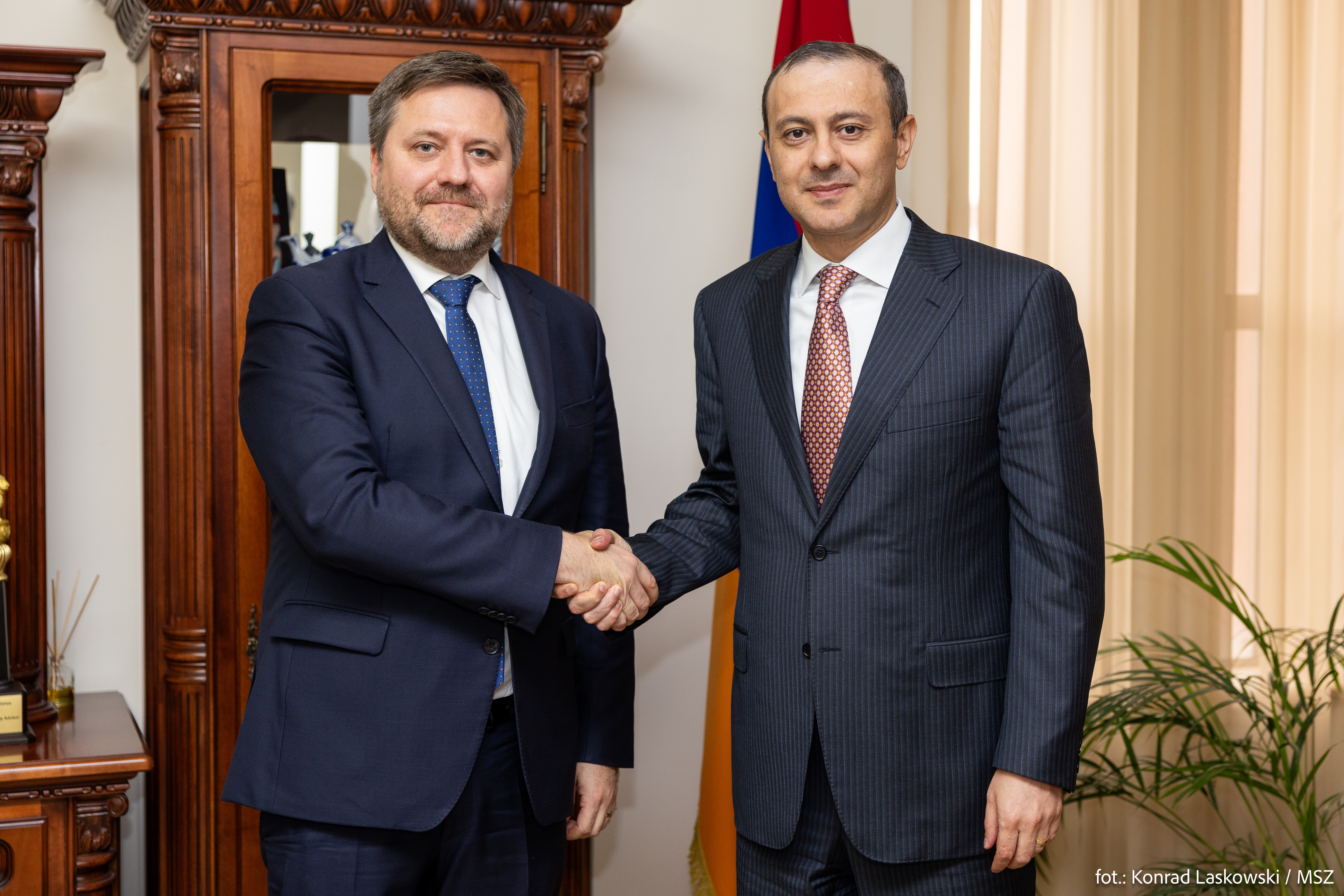
Le sous-secrétaire d'État au ministère des Affaires étrangères de Pologne Wojciech Gerwel et le secrétaire du Conseil de sécurité d'Arménie Armen Grigoryan en 2023.

En juin 2020, à la suite de l'apparition de la pandémie de COVID-19 dans le pays, la Pologne a fait don à l'Arménie d'articles médicaux, tels que des masques faciaux, des écrans faciaux et des désinfectants pour les mains et le visage. En juin 2021, la Pologne a fait don de fournitures médicales à l’Arménie pour l’aider à lutter contre la pandémie ; et, en novembre 2021, la Pologne a fait don de plus de 200 000 vaccins COVID-19 à l’Arménie.

### Reconnaissance du génocide arménien
En 2005, la Pologne a officiellement reconnu le génocide arménien.

### Conflit du Haut-Karabakh
La Pologne s'est abstenue de prendre parti et a plutôt exhorté l'Arménie et l'Azerbaïdjan à trouver un moyen de résoudre leur différend. À la suite du conflit du Haut-Karabakh de 2020, les Arméniens de Pologne ont manifesté à Varsovie pour exiger du président polonais Andrzej Duda qu'il adopte une position plus ferme à l'égard de la Turquie et de l'Azerbaïdjan. En avril 2021, la Pologne a envoyé 3 tonnes d’aide humanitaire en Arménie pour les citoyens déplacés de l’Artsakh résidant en Arménie.

## Missions diplomatiques résidentes

### Ambassades
- L'Arménie dispose d'une ambassade à Varsovie.
- La Pologne dispose d'une ambassade à Erevan.

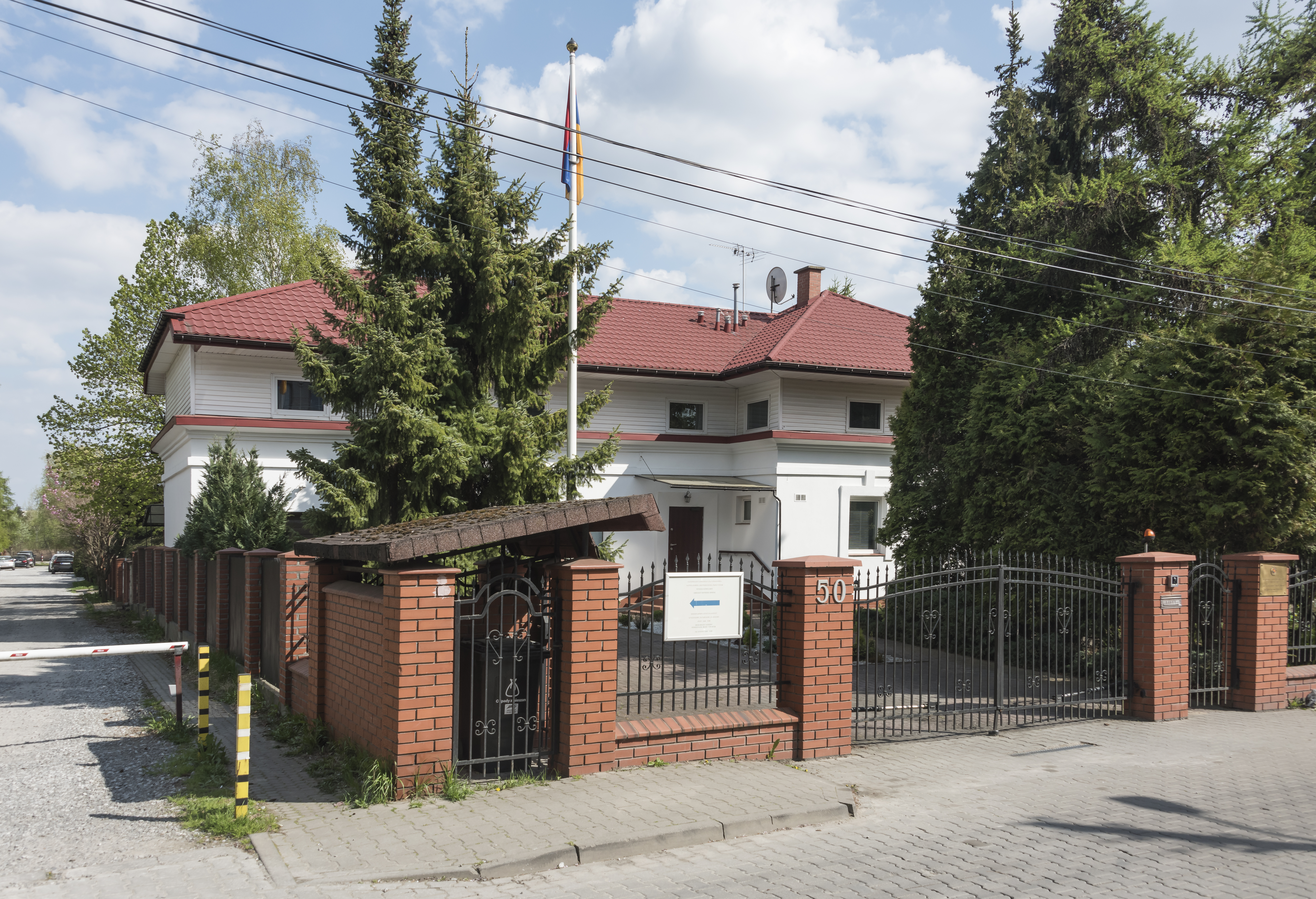
Ambassade d'Arménie à Varsovie
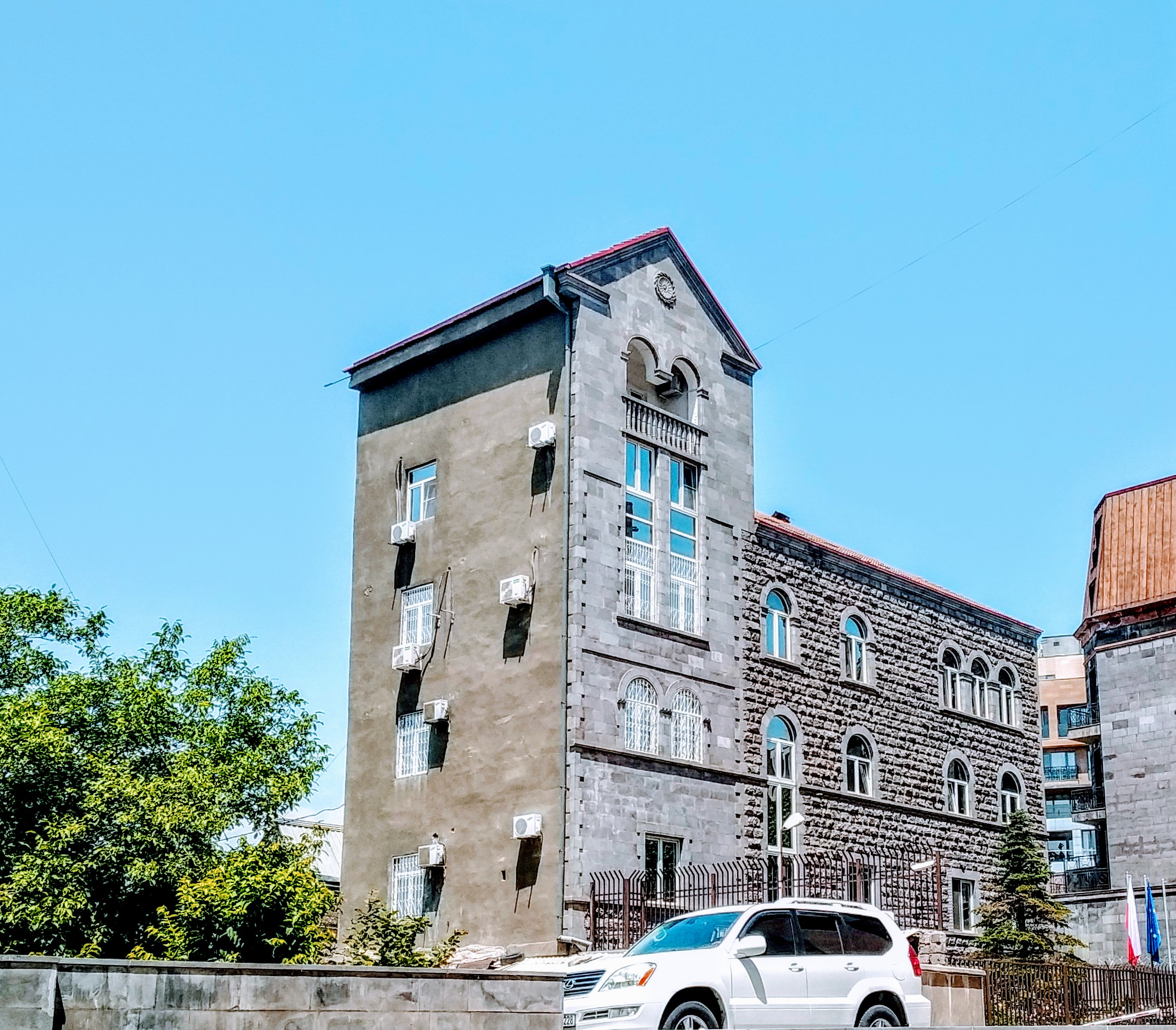
Ambassade de Pologne à Erevan

### Consulats honoraires
L'Arménie entretient des consulats honoraires à Łódź, Poznań et Zabrze.